# 己烯雌酚二丙酸酯
己烯雌酚二丙酸酯（缩写DESDP，商品名有：Agostilben、Biokeral、Clinestrol等）是一种有机化合物，化学式C24H28O4，属于己烯雌酚类非甾体雌激素。常温下为固体，104°C时融化。